# HM7B
L'HM7B è un Motore a razzo criogenico europeo che attualmente alimenta lo stadio superiore dell'Ariane 5. È stato progettato dalla Snecma.

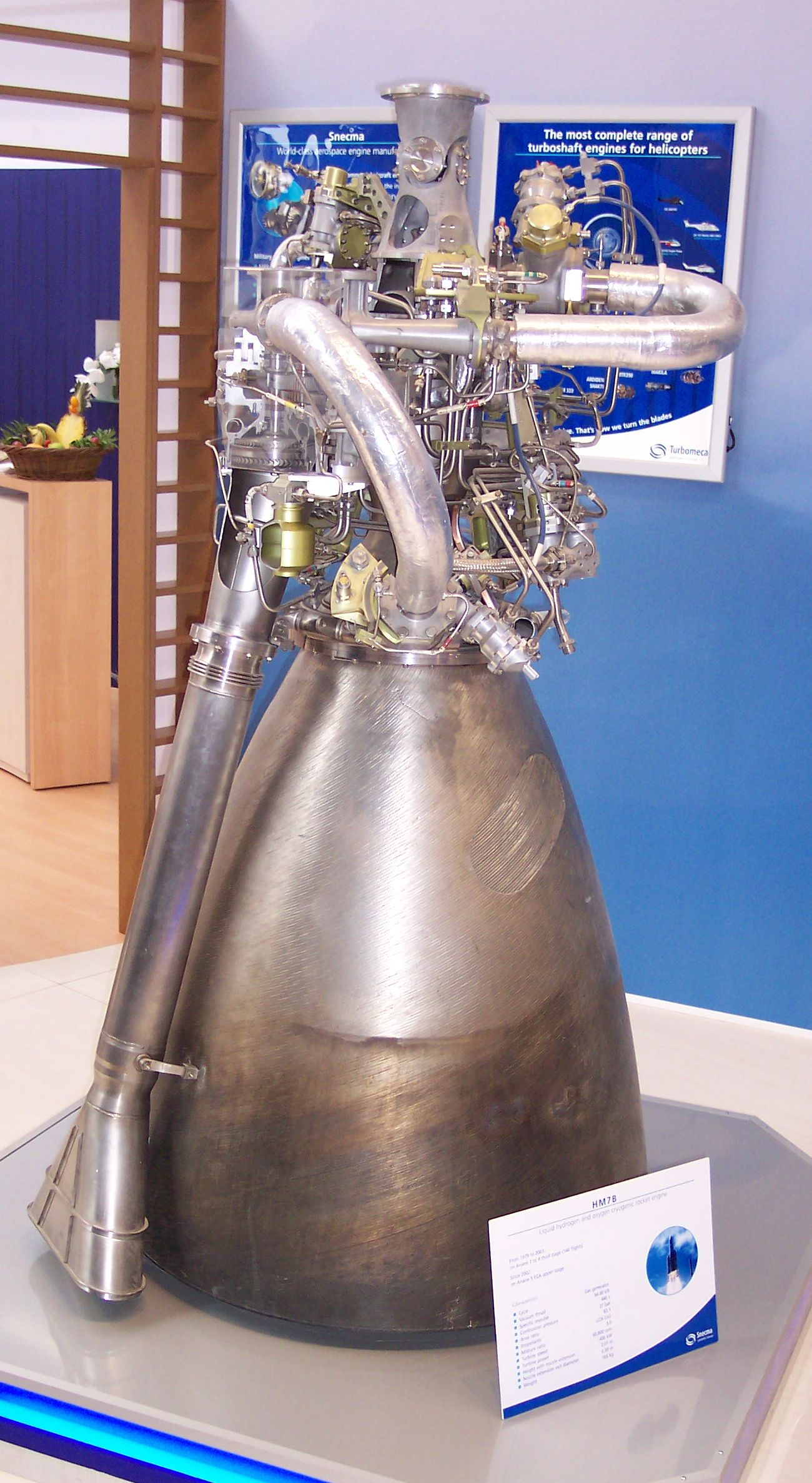
Il motore HM7B.

## Storia
Il motore HM7 è stato costruito sul progetto dell'HM4, ed ha volato la prima volta nel 1979, come propulsore del terzo stadio dell'Ariane 1.
L'evoluzione HM7B, con maggiore impulso specifico, era il propulsore del terzo stadio dell'Ariane 2, 3 e 4.
Sull'Ariane 5 è stato usato per la prima volta nel 2002, quando la prima versione ECA del lanciatore volò,
anche se il lancio fallì prima del distacco del primo stadio, mentre la prima volta che un HM7B ha effettivamente propulso lo stadio superiore dell'Ariane 5 è stato nel 2005. 
Con il passaggio a un motore criogenico si ottenne un aumento di oltre la metà del complessivo carico utile del vettore Ariane 5 ECA rispetto alla versione precedente, l'Ariane 5G.
La famiglia di motori HM 7, HM7B ha avuto 5 guasti durante il suo utilizzo nei missili Ariane 1-4.
Il volo V70 è stato l'ultimo fallimento dell'HM7B.

## Caratteristiche tecniche
L'HM7B è un motore a razzo generatore di gas alimentato con ossigeno liquido e idrogeno liquido.
Esso non ha la capacità di riavviarsi: il motore è continuamente attivato per 950 secondi nell'Ariane 5 (780 secondi nell'Ariane 4). Genera una spinta di 62,7 kN, con un impulso specifico di 444,2 s. La pressione nella camera di combustione del motore è di 3,5 MPa.